# Дезмънд Туту
 Дезмънд Мпило Туту (на английски: Desmond Mpilo Tutu) (1931-2021) е бивш англикански архиепископ на Кейптаун (първият чернокож епископ в ЮАР), активист срещу апартейда. Лауреат на Нобелова награда за мир (1984). Носител е на наградата Алберт Швайцер за хуманност.

## Биография
Роден е на 7 октомври 1931 г. в Клерксдорп, ЮАР, като родителите му са от народностите кхоса и тсвана. Когато е на 12-годишна възраст, семейството се преселва в Йоханесбург. Завършва колежа Pretoria Bantu Normal College през 1953 година след което преподава в Johannesburg Bantu High School до 1957 година. Продължава своето обучение (теология) и през 1960 година е ръкоположен за англикански свещеник. Започва работа като свещеник в Университета на Форт Харе.
В началото на 60-те години на XX век напуска работата в Университета и заминава за Кралския колеж на Лондон (1962–1966), където получава първо бакалавърска а след това и магистърска степен по теология. През 1967 г. се завръща в Южна Африка, започвайки да изнася проповеди сред населението.
Спечелва си реноме на виден противник на апартейда, докато той е официалната държавна политика на ЮАР, но се противопоставя и на много други случаи на потисническо потъпкване на човешките права. На 28 май 2008 г. например посещава ивицата Газа и, потресен от условията на живот на палестинците, нарича израелската инвазия, причинила убийството на 19 души в Бейт-Ханун, сред тях 5 деца, „нелегална“, а отношението на международната общност към ефектите от блокадата върху жителите на ивицата Газа сравнява с деспотичния режим на управляващата хунта в Мианмар. Самата блокада той нарича „отвратителна“ („abomination“, sic!). При пристигането си признава, че нищо, което той е чувал за ситуацията, която той нарича безнадеждна и страховита в Газа, не може да се сравни с видяното от него.
Туту умира в Кейптаун сутринта на 26 декември 2021 г.

## За него
- Allen, John. Rabble-Rouser for Peace: The Authorised Biography of Desmond Tutu.   London, Rider, 2006. ISBN 978-1-84-604064-1.
- Du Boulay, Shirley. Tutu: Voice of the Voiceless.   London, Hodder and Stoughton, 1988. ISBN 9780340416143.
- Gish, Steven D. Desmond Tutu: A Biography.   Westport, Connecticut and London, Greenwood Press, 2004. ISBN 0-313-32860-9.
- Sampson, Anthony. Mandela: The Authorised Biography.   London, HarperCollins, 2011, [1999]. ISBN 978-0-00-743797-9.